# Netzwerk universitärer Münzsammlungen
Das Netzwerk universitärer Münzsammlungen (NUMiD; Eigenschreibweise) ist ein internationaler Forschungs- und Digitalisierungsverbund akademischer Münzsammlungen mit dem Ziel, ein zukunftsweisendes Nutzungskonzept für deren Bestände zu entwickeln und sie digital aufzuarbeiten, online zu publizieren sowie virtuell zusammenzuführen. Sein Portal numid.online ermöglicht die sammlungsübergreifende Recherche der angeschlossenen Bestände durch jedermann.

## Projekt
Konstituiert im Jahr 2015 als „Netzwerk universitärer Münzsammlungen in Deutschland“, wurde der Verbund von 2017 bis 2021 als Projekt Numid – Geschichte prägen / Werte bewahren durch das BMBF gefördert. In ihm arbeiten insgesamt 34 Universitäten (mit 42 universitären Münzsammlungen) in Deutschland, Frankreich, Holland, Österreich und der Schweiz gemeinsam mit dem Münzkabinett der Staatlichen Museen zu Berlin als außeruniversitärem Partner.
Neben der Forschung in drei Teilprojekten unterstützt NUMiD die universitären Projektpartner in der Aufarbeitung ihrer Bestände, der digitalen Fotografie und Präsentation sowie der Verwertung für Forschung und Lehre. Zentrales Element ist dabei eine vom Berliner Münzkabinett entwickelte und bereitgestellte Datenbank- und Softwarelösung, die auf die Bedürfnisse des numismatischen Materials ausgelegt ist, gemeinsame Normdaten verwendet und es den einzelnen Sammlungen sowohl ermöglicht, ihre Objekte web-basiert in eigenen „Digitalen Kabinetten“ zu präsentieren, als auch über geeignete Schnittstellen in andere Portale einzuspeisen; zu Sammlungen des Verbunds mit alternativen eigenen Digitalisierungskonzepten werden Schnittstellen entwickelt.

## Portalnumid.online
Die von den universitären Projektpartnern mittels NUMiD-Software erschlossenen Bestände sind sowohl einzeln über die jeweiligen „Digitalen Münzkabinette“ als auch über das gemeinsame Portal numid.online nach verschiedenen Kriterien einsehbar.

## Mitwirkende Institutionen

### Forschungs-Teilprojekte
Aus antiker, neuzeitlicher und aktueller Perspektive wird untersucht, wie sich die Prägung von Geschichtsbildern und die Bewahrung kultureller Wertvorstellungen im historischen Wandel in den numismatischen Universitätssammlungen Deutschlands und ihren antiken Beständen manifestieren.
- Universität Düsseldorf: Teilprojekt Modell für die Zukunft der universitären Münzsammlungen in Deutschland (Projektleitung mit Münzkabinett Berlin; Verbundkoordination)
- Universität Erfurt/Gotha: Geschichte der universitären Münzsammlungen in Deutschland[6]
- Universität Frankfurt am Main: Münzen als Medien antiker Geschichts- und Identitätskonstruktion

### Online angeschlossene Sammlungen
Die folgenden Sammlungen sind bereits als „Digitale Münzkabinette“ sowie über numid.online erschlossen, mit etwa 25.000 antiken und 1.000 mittelalterlichen Münzen sowie einer kleinen Anzahl Münzen der Neuzeit und Medaillen (Stand: Oktober 2020):
- Universität Augsburg, Lehr- und Studiensammlung antiker Münzen: Digitales Münzkabinett der Universität Augsburg
- Universität Bochum, Münzsammlung des Historischen Instituts der Ruhr-Universität Bochum / Die Münzsammlung: Digitales Münzkabinett der Universität Bochum[9][10]
- Universität Bonn, Akademisches Kunstmuseum – Antikensammlung – Münzsammlung / Sammlungsbestand Münzen
- Technische Universität Braunschweig und Herzog Anton Ulrich-Museum: Virtuelles Münzkabinett des Herzog Anton Ulrich-Museums[11][12]
- Universität Düsseldorf, Numismatische Sammlungen der Heinrich-Heine-Universität Düsseldorf: Digitales Münzkabinett der Heinrich-Heine-Universität Düsseldorf[13]
- Universität Eichstätt: Digitales Münzkabinett der Universität Eichstätt
- Universität Erlangen, Münzsammlung / Digitales Münzkabinett der Universität Erlangen
- Universität Frankfurt am Main, Numismatische Sammlung / Abguss-Sammlung, Originalsammlung und Fotosammlung der Klassischen Archäologie: Digitales Münzkabinett der Goethe-Universität, Frankfurt am Main
- TU Bergakademie Freiberg, Sammlung von Münzen und Medaillen / Sammlung Münzen und Medaillen / Münzsammlung der TU Freiberg
- Universität Freiburg, Sammlung antiker Münzen / Münzsammlung des Seminars für Alte Geschichte: Interaktiver Katalog der Münzsammlung
- Universität Greifswald, Akademisches Münzkabinett / Münzsammlung: Digitales Münzkabinett der Universität Greifswald
- Universität Halle, Münzsammlung am Archäologischen Museum Robertinum: Digitales Münzkabinett der Universität Halle[14]
- Universität Heidelberg, Lehr- und Studiensammlung antiker Münzen: Digitales Münzkabinett der Universität Heidelberg
- Universität Kiel, Antikensammlung Kunsthalle zu Kiel: Digitales Münzkabinett der Antikensammlung zu Kiel[15]
- Universität Konstanz: Digitales Münzkabinett der Universität Konstanz
- Universität Mainz, Münzsammlung der Alten Geschichte / Münzsammlung / Bildarchiv Numismatik: Digitales Münzkabinett der Johannes Gutenberg-Universität Mainz
- Universität Mannheim: Digitales Münzkabinett der Universität Mannheim
- Universität Marburg, Antiken- und Abguss-Sammlung / Münzsammlung des Archäologischen Seminars: Digitales Münzkabinett der Philipps-Universität Marburg
- Universität Münster, Archäologisches Museum / Sammlung antiker Münzen im Archäologischen Museum: Digitales Münzkabinett der Universität Münster
- Universität Passau, Münzsammlung und Münzdatenbank: Digitales Münzkabinett der Universität Passau[16]
- Universität Rostock, Archäologische Sammlung / Akademisches Münzkabinett / Münzsammlung der Universität Rostock
- Universität Stuttgart, Münzsammlung der Abteilung für Alte Geschichte des Historischen Instituts[17]
- Universität Trier, Das Digitale Münzkabinett der Universität Trier[18]
- Universität Tübingen, Münzsammlung der Klassischen Archäologie / Münzsammlung der Islamischen Numismatik / Die FINT-Sammlung islamischer Münzen : Digitales Münzkabinett des Instituts für Klassische Archäologie
- Kunsthistorisches Museum Wien, Münzsammlung des Kunsthistorischen Museums
- Universität Wien, Münzsammlung des Instituts für Numismatik und Geldgeschichte
- Universität Würzburg, Münzsammlung im Martin von Wagner Museum / Würzburgs kleinste Schätze: Antike Münzen im Martin von Wagner Museum: Digitales Münzkabinett der Universität Würzburg[19]

### Anschluss in Vorbereitung
Bei weiteren akademische Sammlungen des NUMiD-Verbunds, die sich dem Digitalisierungskonzept angeschlossen haben, ist die Einrichtung „Digitaler Münzkabinette“ noch in Arbeit:
- Freie Universität Berlin, Sammlung der Freien Universität
- Humboldt-Universität Berlin, Kunstsammlung der Humboldt-Universität
- Universität Gießen, Münzsammlung
- Universität Köln, Münzsammlung des Historischen Instituts (Abteilung Alte Geschichte) und des Instituts für Altertumskunde (Abteilung Byzantinistik) der Universität zu Köln
- Universität Regensburg, Sammlung Langlotz am Institut für Klassische Archäologie / Die Privatsammlung Franz Langlotz
- Universität Trier
- Universität Wuppertal, Biblisch-Archäologisches Institut, Fundmünzen Tall Zira´a

### Alternative Digitalisierungskonzepte
Alternativ setzen mehrere Verbundpartner bereits eigene Digitalisierungskonzepte ein; es wird an Schnittstellen gearbeitet, um zukünftig auch die Bestände dieser Sammlungen in die gemeinsame Bestandsabfrage über „numid.online“ zu integrieren.
- Universität Göttingen, Münzsammlung / Münzkabinett der Universität
- Universität Jena, Orientalisches Münzkabinett Jena (OMJ) / Orientalisches Münzkabinett
- Universität Köln, Kölner Münzsammlung / Digitale Münzsammlung am Institut für Altertumskunde
- Universität Leipzig, Münzsammlung der Universitätsbibliothek Leipzig / Universitätsbibliothek Leipzig Münzsammlung

### Außeruniversitärer Projektpartner
Entwicklung der numismatischen Normdaten, der Datenbank- und Präsentationssoftware:
- Münzkabinett der Staatlichen Museen zu Berlin, Interaktiver Katalog des Münzkabinetts